# Vila Josefa Janečka
Vila Josefa Janečka je rodinná vila v Praze 2-Vinohradech, která stojí na rohu ulic Pod Zvonařkou a Pod Nuselskými schody. Od 26. května 2004 je chráněna jako nemovitá kulturní památka České republiky spolu s oplocením a pozemkem.
Vila stojí na pozemku p.č. 1179 k. ú. Vinohrady a spolu s ním je majetkem AXEL HOLDING S.R.L., se sídlem via Dei Monti Parioli č. 40, v Římě.

## Historie
Městský rodinný dům postavený ve stylu podhorské roubenky pochází z roku 1921. Pro ředitele dolů na Kladně Josefa Janečka jej navrhl architekt a stavitel Maxmilián Duchoslav.
Během 2. světové války sloužil jako ubytovna Hitlerjugend, před rokem 1989 v něm byli ubytováváni studenti z Afriky a Arábie. Po roce 1990 zde sídlil prognostický ústav.

## Popis
Dvoupatrová budova má přízemí z ulice kryto keramickým obkladem a patra roubená. Kratší fasády jsou zakončeny trojúhelným štítem s lomenicí, rizalit při ulici zakončuje polovalbový štít s vloženou loggií a pavlačí.
Zahradu ve výrazně stoupajícím terénu člení terénní terasa a schodiště. Roste v ní řada vzrostlých stromových solitérů.